# Coccophagus flavifrons
Coccophagus flavifrons är en stekelart som beskrevs av Howard 1885. Coccophagus flavifrons ingår i släktet Coccophagus och familjen växtlussteklar. Inga underarter finns listade i Catalogue of Life.